# René Teulade
René Teulade (ur. 17 czerwca 1931 w Monceaux-sur-Dordogne, zm. 13 lutego 2014 w Paryżu) – francuski polityk, nauczyciel i samorządowiec, w latach 1992–1993 minister spraw społecznych i integracji, od 2008 do 2014 senator.

## Życiorys
Od początku lat 50. pracował jako nauczyciel, był wicedyrektorem szkoły w miejscowości Argentat. Pełnił funkcję sekretarza lokalnych struktur nauczycielskiej federacji związkowej FEN. Związany również z pracowniczymi funduszami ubezpieczeniowymi, w latach 1979–1992 kierował branżową federacją MRFP. W latach 1980–1992 i 1998–2004 był członkiem Rady Gospodarczej i Społecznej.
Wieloletni działacz Partii Socjalistycznej. Od 1989 do śmierci był merem Argentatu, a w latach 1992–2011 radnym departamentu Corrèze. Od kwietnia 1992 do marca 1993 sprawował urząd ministra spraw społecznych i integracji w gabinecie, którym kierował Pierre Bérégovoy. Pełnił funkcję zastępcy poselskiego François Hollande'a. W 2008 wszedł w skład francuskiego Senatu.
W 2011 został w pierwszej instancji skazany na karę pozbawienia wolności z warunkowym zawieszeniem i na grzywnę za nadużycia w trakcie kierowania MRFP. Zmarł przed rozpoznaniem złożonej apelacji.